# Index Seminum
Se denomina con el nombre en latín de index seminum (en castellano: «índice de semillas») a un catálogo de semillas en formato 14,6 x 21 cm. (A5), que preparan los jardines botánicos de las semillas que tienen disponibles («banco de germoplasma») de las plantas que albergan, y que se ofrece anualmente a los jardines botánicos de todo el mundo (más de 1000 instituciones de 48 países), con la intención de establecer un intercambio libre y gratuito.

## Componentes de unindex seminum
Generalmente hay varios epígrafes que se incluyen en los listados:
- Referencias completas del jardín botánico, nombre, dirección, etc.
- Una presentación escueta pero completa del jardín botánico.
- La climatología general del jardín botánico del que se hace referencia.
- Localización geográfica del jardín botánico.
- Una página de información explicando los servicios útiles relativos al funcionamiento de la actividad relacionada con las semillas.
- Una lista de las plantas de las localidades cercanas al jardín botánico.
- Ocasionalmente, una lista de las especies disponibles traídas de lugares tropicales u otros.
- Una bibliografía de las obras de referencia.
- En ocasiones se adjunta una lista de las personas que se dedican al cuidado del semillero y a los intercambios.

La clasificación de las especies vegetales se hace por orden alfabético de las familias a las que pertenecen, y otra por género. Las semillas recogidas en el propio jardín botánico tienen que tener una clasificación aparte.
Es importante que el origen de las semillas quede bien especificado, aclarando si fueron recogidas en el exterior o en el interior del propio jardín botánico.

## Historia
La preparación del catálogo de las semillas disponibles en un jardín botánico es una actividad tradicional, que en España comenzó a principios del siglo XIX, y se ha mantenido en las mismas condiciones hasta nuestros días. En 1800 Casimiro Gómez Ortega publicó el primer Index Seminum del Real Jardín Botánico de Madrid. El Jardín botánico de Valencia editó su primer catálogo de semillas en 1862. Todos los años la Red Ibero-macaronésica de Jardines Botánicos oferta los 'Index Seminum pro mutua commutatione' de los veintiún jardines asociados a esta red.
El Index Seminum del Jardín Botánico Universitario de Granada en Sierra Nevada oferta las semillas de los 80 endemismos de la sierra.

## Usos
El intercambio de semillas y esporas constituye una de las principales vías de incremento de las colecciones vivas de los Jardines Botánicos, y también es una forma de conseguir material para el desarrollo de trabajos de investigación.

### Conservación Internacional
- The Convention on Biological Diversity (CBD)
- The global Plan of Action for the Conservation and Sustainable Use of Plant Genetic Resources for Food and Agriculture Archivado el 29 de septiembre de 2007 en Wayback Machine.
- The World Heritage Convention
- The convention on the conservation of European Wildlife and Natural Habitats (Bern Convention)
- The Convention on International Trade in Endangered Species of Wild Flora and Fauna (CITES)
- Directiva de hábitats y especies 92/43/CEE
- The Pan-European Biodiversity and Landscape Diversity Strategy
- The Convention on Wetlands of International Importance
- The European Community Biodiversity Strategy
- UNESCO Man and the Biosphere programme (MAB)

### En España
- Ministerio de Medio Ambiente
- Boletín de la Comisión de Flora del Comité Español de la UICN Archivado el 11 de septiembre de 2007 en Wayback Machine.
- Real Decreto 1997/1995 sobre biodiversidad
- Micro-reserves capture Valencia’s special flora
- Conservación en el ámbito de la Comunidad Autónoma de Valencia: Conselleria de Medi Ambient Archivado el 2 de octubre de 2007 en Wayback Machine.
- Conservación de hábitats prioritarios en la Comunidad Valenciana
- Conservació i gestió d'espais forestals a les muntanyes valencianes
- Index seminum ibéricos

- Datos: Q3490128